# Hansjörg Döpp
Hansjörg Döpp (* 3. Mai 1940 in Berlin; † 26. April 2022 in Düsseldorf) war ein deutscher Basketballfunktionär und -spieler sowie Jurist.

## Leben
Döpp spielte mit DJK TuSA 08 Düsseldorf von 1966 bis 1969 drei Jahre in der gerade gegründeten Basketball-Bundesliga. In der Spielzeit 1966/67 erreichte er mit den Rheinländern den vierten Platz in der Nordstaffel der Bundesliga.
Von 1970 bis 1989 war Döpp Vorsitzender des Westdeutschen Basketball-Verbandes (WBV) und wurde anschließend zum Ehrenvorsitzenden des WBV ernannt. Im August 1990 wurde Döpp das Bundesverdienstkreuz verliehen.
Döpp studierte Rechtswissenschaft, 1976 legte er an der Universität zu Köln seine Doktorarbeit (Titel: Die Finanzierung von Friedenssicherungsaktionen der Vereinten Nationen: die rechtliche Problematik) vor. Er war beruflich für Arbeitgeberverbände in Nordrhein-Westfalen tätig, von 1990 bis 2006 war Döpp Hauptgeschäftsführer des Verbandes der Metall- und Elektroindustrie Nordrhein-Westfalen.